# Hister nachtigalli
Hister nachtigalli är en skalbaggsart som beskrevs av Heinrich Bickhardt 1919. Hister nachtigalli ingår i släktet Hister och familjen stumpbaggar. Inga underarter finns listade i Catalogue of Life.